# 2020년대 일본의 텔레비전 드라마 목록
다음은 2020년대에 일본의 텔레비전에서 방송하는 드라마 프로그램을 나열한 목록이다.

## 같이 보기
- 2020년대 텔레비전 드라마 목록
- 2010년대 일본의 텔레비전 드라마 목록
- 2030년대 일본의 텔레비전 드라마 목록